# Chatka Ornitologa
Baza Turystyczna „Chatka Ornitologa PTTK” w Białobrzegu – obiekt noclegowy (chatka studencka), położony we wsi Białobrzeg (powiat wrzesiński), na terenie Nadwarciańskiego Parku Krajobrazowego, na skraju podmokłych łąk zwanych Białymi Błotami. Chatką zarządza oddział PTTK w Koninie.
Obiekt powstał w 1995 roku i jest sezonowy, czynny w miesiącach letnich (lipiec–sierpień), zaś w pozostałych terminach – po uprzednim uzgodnieniu. Oferuje 24 miejsca noclegowe (większość w sali zbiorowej), świetlicę, węzeł sanitarny oraz możliwość rozpalenia ogniska. Obiekt nie prowadzi gastronomii.

## Szlaki turystyczne
- Ruda Komorska – Modlica – Białobrzeg – Wrąbczynek – Ląd – Lądek